# Ulrich Klaes
Ulrich Klaes, né le 1er février 1946 à Essen, est un joueur ouest-allemand de hockey sur gazon.

## Biographie
Ulrich Klaes fait partie de l'équipe nationale ouest-allemande sacrée championne olympique aux Jeux d'été de 1972 à Munich.